# Річард Шмідт (тенісист)
Річард Шмідт (англ. Richard Schmidt; нар. 31 січня 1965) — колишній американський тенісист.
Найвищу одиночну позицію світового рейтингу — 240 місце досяг 12 жовтня 1992, парну — 156 місце — 11 жовтня 1993 року.
Найвищим досягненням на турнірах Великого шолома було 3 коло в парному розряді.

## Титули на челленджерах

### Парний розряд: (4)
| Ранг | Рік  | Турнір              | Покриття | Партнер               | Суперники                       | Рахунок       |
| ---- | ---- | ------------------- | -------- | --------------------- | ------------------------------- | ------------- |
| 1.   | 1992 | Галіфакс, Канада    | Тверде   | Елліс Феррейра        | Мортен Ренстрем Крістіан Рууд   | 4–6, 6–1, 6–4 |
| 2.   | 1993 | Ванкувер, Канада    | Тверде   | Елліс Феррейра        | Річард Матушевскі Джон Салліван | 7–5, 4–6, 6–3 |
| 3.   | 1993 | Акапулько, Мексика  | Ґрунт    | Елліс Феррейра        | Хав'єр Франа Хуан Гарат         | 7–6, 6–4      |
| 4.   | 1993 | Сан-Паулу, Бразилія | Ґрунт    | Марк Ноулз (тенісист) | Хуан Гарат Андрій Мерінов       | 6–4, 6–4      |